# Ratatouille (banda sonora)
Ratatouille es la banda sonora original de la película ganadora del premio Óscar por mejor película de animación, Ratatouille. Fue lanzada a través de la compañía Walt Disney Records y fue compuesto en su totalidad por Michael Giacchino. La canción “Le Festin”, tema central de la película, fue interpretada por la cantante francesa Camille, quien recibió una nominación para el "World Soundtrack Award" por su participación. Cabe mencionar que es el único tema del álbum que contiene interpretación vocal, todas las demás (23 en total) son interpretaciones orquestales.
El álbum le dio a Giacchino una nominación a los Óscar por mejor banda sonora y su primer premio Grammy en la misma categoría.

## Lista de canciones
| N.º | Título                                 | Duración |  |
| 1.  | «Le Festin» (interpretado por Camille) | 2:50     |  |
| 2.  | «Welcome to Gusteau's»                 | 0:38     |  |
| 3.  | «This is Me»                           | 1:41     |  |
| 4.  | «Granny Get Your Gun»                  | 2:01     |  |
| 5.  | «100 Rat Dash»                         | 1:47     |  |
| 6.  | «Wall Rat»                             | 2:41     |  |
| 7.  | «Cast of Cooks»                        | 1:41     |  |
| 8.  | «A Real Gourmet Kitchen»               | 4:18     |  |
| 9.  | «Souped Up»                            | 0:50     |  |
| 10. | «Is It Soup Yet?»                      | 1:16     |  |
| 11. | «A New Deal»                           | 1:56     |  |
| 12. | «Remy Drives a Linguini»               | 2:26     |  |
| 13. | «Colette Shows Him le Ropes»           | 2:56     |  |
| 14. | «Special Order»                        | 1:58     |  |
| 15. | «Kiss & Vinegar»                       | 1:54     |  |
| 16. | «Losing Control»                       | 2:04     |  |
| 17. | «Heist to See You»                     | 1:45     |  |
| 18. | «The Paper Chase»                      | 1:44     |  |
| 19. | «Remy's Revenge»                       | 3:24     |  |
| 20. | «Abandoning Ship»                      | 2:55     |  |
| 21. | «Dinner Rush»                          | 5:00     |  |
| 22. | «Anyone Can Cook»                      | 3:13     |  |
| 23. | «End Creditouilles»                    | 9:16     |  |
| 24. | «Ratatouille Main Theme»               | 2:09     |  |

## Créditos
- Musicalización: Michael Giacchino
- Conducción y orquestalización: Tim Simonec
- Grabación y mezclas: Dan Wallin
- Editor musical: Stephen M. Davis
- Contratista de música: Reggie Wilson
- Asistente de contratista de música: Connie Boylan
- Supervisor de copistas de música: Booker White - Walt Disney Music Library
- Orquestas adicionales: Jack J. Hayes, Larry Kenton
- Asistente de editores musicales: Paul Apelgren, Alan Schlaifer
- Supervision y preparación de MIDI: Chad Seiter
- Asistente de grabación: Andrea Datzman

- Productor musical ejecutivo: Chris Montan
- Supervisor musical: Tom MacDougall
- Director de producción musical: Andrew Page
- Supervisor de posproducción: Paul Cichocki
- Coordinador de producción musical: Lydia Paweski
- Asistente de musical ejecutivo : Jill Heffley
- Asistente de productor musical: Siobhan Sullivan

- Música grabada y mezclada en Sony Pictures Scoring Stage, Warner Bros. Eastwood Scoring Stage y Armoury Studios.
- Personal de grabación: Adam Michalak (grabador), Greg Dennen, Jonathan Belzley, Bryan Clements, Mark Eshelman, Brooks Fallin, Greg Loskorn, David Marquette, Ryan Robinson, Rob Stefanson, Brian Van Leer y Gabriel Wallach.
- Álbum masterizado por: Gavin Lurssen at Lurssen Mastering
- Música y creatividad de marketing: Glen Lajeski

### “Le Festin”
- Interpretado por: Camille
- Escrito y producido por: Michael Giacchino
- Grabado por: Paul Silveira, Dan Wallin
- Mezclado por: Dan Wallin
- Traducción al francés por: Boualem Lamhene
- Contrataciones por: Hal Beckett y Reggie Wilson